# Filippo Mola
Filippo Mola (Civitavecchia, 29 ottobre 1849 – Brescia, 4 agosto 1918) è stato un pittore italiano.

## Biografia

### Inizi
Il Mola era nipote dell'omonimo marchese Filippo Mola, di cui il futuro pittore rinnovava il nome per tradizione familiare patrilineare, e, nonostante la nascita a Civitavecchia, proveniva da una famiglia di origine romana. Suo padre, il cavaliere Giacomo Mola, una volta nominato Ispettore di Prima Classe del Demanio di Bologna, fu costretto a trasferirsi nella città felsinea con la sua numerosa famiglia, e proprio qui il giovane Filippo, al seguito del genitore, compì i primi studi, mentre contestualmente, di sera, frequentava la Scuola Municipale di Disegno, rivelando già all’età di dieci anni un'importante inclinazione e un interesse degno di nota per l’arte.
Durante gli anni in cui si andava compiendo l’unificazione della penisola italiana, il Mola iniziò a provare una certa simpatia per quegli ideali; tuttavia, non potendo intraprendere nell'immediato la carriera militare a causa della giovane età (era appena adolescente), nel 1866 decise di iscriversi all’Accademia Militare di Torino. Contemporaneamente cominciò a frequentare anche le lezioni presso l’Università della sua città, a cui si era iscritto per intraprendere lo studio dell'architettura, e presso l’Accademia di Belle Arti di Bologna, dove riuscì a conseguire il primo premio nel Corso Superiore di Decorazione.

### Tra arte, carriera militare e attività di insegnamento
Nel 1871 il Mola arrivò ad essere militare del Genio del Regio Esercito di stanza a Casale Monferrato, dove eseguì rilievi di fortificazioni e si dedicò allo sviluppo e allo studio dell’architettura militare e alla supervisione dei genieri. Entro l’anno, tuttavia, fu velocemente trasferito a Roma, al Ministero della Guerra, in qualità di caporale addetto al servizio telegrafico. Dal 1874 al 1878, per un periodo di circa quattro anni, ricoprì il ruolo di ufficiale telegrafico presso il Ministero dell'agricoltura, dell'industria e del commercio sempre ubicato nella città capitolina, che, da poco acquisita all’Italia divenendone l’effettiva capitale, rappresentò per il giovane poco più che ventenne un'immensa opportunità di far carriera e conoscere i personaggi più in vista dell'epoca: la permanenza nella capitale gli permise, infatti, di frequentare l’Accademia di San Luca, dove fin da subito si distinse vincendo i primi premi dell’ornato e dell’architettura e conseguendo l’idoneità all’insegnamento nelle scuole: sempre più chiaro era il suo interesse a intrecciare l'attività artistica con quella didattica. In questo modo, a soli ventiquattro anni, Filippo Mola già si divideva nel suo impegno tra l'attività di docente e quella di pittore, infatti verrà inviato in congedo dall'esercito poco tempo dopo. Nel 1876 entrò a far parte, in qualità di socio, della neonata Associazione Artistica Internazionale di Roma, un importante cenacolo incentrato sugli studi d'artista. Nel decennio racchiuso tra il 1880 e il 1890 partecipò con successo a varie esposizioni, ottenendo alcuni premi e il consenso della stampa di settore e della critica. Alcune sue pubblicazioni, stampate, edite e diffuse a scopo didattico, venneno adottate in diverse scuole pubbliche regie ed estere e ottennero riconoscimenti e l’apprezzamento personale dell’allora Ministro della Pubblica Istruzione Paolo Boselli, e tra queste merita una menzione il manuale intitolato Il Disegno. Sempre nel penultimo decennio dell'Ottocento, la stima nei confronti del Mola crebbe fino ad occupare un posto di primo piano tra gli specialisti, preludio all'alta considerazione di cui il pittore godrà fino all'inizio del Novecento.

### L'esperienza sudamericana: il viaggio, le mostre e gli apprezzamenti
Nel 1890 il Mola riscosse ancora il consenso praticamente unanime del pubblico e della critica in occasione della Prima Mostra della Città di Roma, cui era stato invitato personalmente dagli organizzatori. Autore di apprezzate opere, i numerosi premi e riconoscimenti sia in Italia che all'estero gli valsero un'importante eco anche al di fuori dei confini nazionali, in maniera particolare in Cile. Filippo Mola partì proprio alla volta del paese sudamericano nel 1892, sbarcando dapprima a Buenos Aires, in Argentina, e rimanendovi due mesi. Attraversate le Ande a dorso di mulo, giunse finalmente in Cile al principio del 1893. Qui visse e operò per più di un anno, ottenendo diversi riconoscimenti, tra cui la prestigiosa Grande medaglia d'oro all'Esposizione Nazionale di Belle Arti di Valparaíso del 1893. La popolarità di Mola in Cile fu tanta che il commendator Branceschi, ministro plenipotenziario d'Italia a Valparaíso, dichiarò in una relazione ufficiale che il pittore Filippo Mola di Roma era stato, sino ad allora, «l'artista più eminente che avesse visitato le regioni del Cile, e quello che, con il suo talento, più aveva contribuito ad illuminare le Esposizioni tenutesi». Proprio il felice soggiorno cileno ispirò al Mola un piccolo ciclo pittorico imperniato sugli esotici paesaggi del paese sudamericano.

### Nuove iniziative
Di ritorno dal viaggio in America Latina, Mola riprese l'attività di docenza, mentre, in veste di pittore, continuò a partecipare, tra le altre, a varie esposizioni tenute a Roma, Milano, Livorno e Foggia, riuscendo a raccogliere sempre un buon successo di critica, alcuni riconoscimenti e gli elogi della stampa. Di indole intraprendente e inquieta, anche in età avanzata, il Mola viaggiò più volte attraverso il Belpaese, producendo schizzi, disegni e abbozzi, appuntando con la matita o il pennello paesaggi, avvenimenti di cronaca, fatti di costume e scene di vita quotidiana, e rifinendo le opere una volta tornato nel proprio studio.
In definitiva, come scriveva, all'inizio del nuovo secolo, una nota rivista veronese, Filippo Mola «come educatore della cultura estetica del nostro paese ha una parte importante e nobilissima».

### Morte
La morte lo sorprese durante uno dei suoi viaggi: mentre il pittore soggiornava a Brescia, ospite dei nipoti, venne contagiato dalla spagnola e, già debilitato e anziano, si spense nottetempo il 4 agosto 1918 nella città lombarda.

### Vita privata
Nonostante le carriere del professore e dell’artista avessero guadagnato al Mola lodi e apportato ricompense, non altrettanto felice poteva definirsi la sua vita privata: nel 1885 perse in tenera età la figlia Beatrice e tre anni dopo concluse la separazione legale dalla moglie Adele Acconci Saladini, la quale, nel giro di pochi anni, sarebbe scomparsa prematuramente.

## Stile
Filippo Mola non ebbe una corrente cui aderì inossidabilmente, tuttavia si trovò molto in sintonia con il Realismo, una corrente artistica molto in voga in Europa soprattutto durante i primi decenni della sua vita. Fu, inoltre, un eccellente e celebrato ritrattista, come ben evidenziato nelle esposizioni allestite, ad esempio, a Roma e Santiago del Cile, capace di catturare l'anima e l'essenza del protagonista e di fissarne il sembiante sulla tela.

## Opere
Qui di seguito viene fornita una lista parziale delle opere di Filippo Mola:
- Il tempio di Vesta a Roma
- Il corteo indiano
- A cavallo sulle Ande[18]
- Cile, una ricognizione in Araucania[18]
- Il mio viaggio, Capo Frio[18]
- Sulle Ande[18]
- Iene strisciate[18]
- Cile, nave da guerra[18]
- Corteggiamento
- I fidanzati
- Processo Cuoccio
- Varo della nave Varese
- Coppia di ufficiali a cavallo
- Edipo atto primo
- Imbarcazioni